# Friedrich Adolf Voigt
Friedrich Adolf Voigt (* 12. Februar 1857 in Frohburg; † 1939) war ein deutscher Altphilologe und Gymnasiallehrer.
Voigt besuchte das Kreuzgymnasium in Dresden. Nach dem Abitur studierte er ab 1881 Klassische Philologie an der Universität Leipzig, wo er 1881 bei Johannes Overbeck mit einer Arbeit zu Ares und Athena promoviert wurde. Nach dem Staatsexamen leistete er sein Probejahr am Wettiner Gymnasium in Dresden ab und war dann am Kreuzgymnasium und an der Annenschule in Dresden tätig. 1888 bis 1890 war er in Göttingen tätig, ab 1890 als Lehrer in Privatschulen in Leipzig. Ab 1899 war Voigt erneut im öffentlichen Schuldienst in Leipzig, ab Ostern 1901 am Realgymnasium in Meißen.
Er schrieb u. a. Artikel für das Ausführliche Lexikon der griechischen und römischen Mythologie. Er gehörte zur Brüdergemeine und schrieb auch mehrere theologische Abhandlungen.

## Veröffentlichungen
- Beiträge zur Mythologie des Ares und der Athena. Dissertation, Leipzig 1881  (Digitalisat).
- Dionysos. In: Wilhelm Heinrich Roscher (Hrsg.): Ausführliches Lexikon der griechischen und römischen Mythologie. Band 1,1, Leipzig 1886, Sp. 1029–1089 (Digitalisat).
- Zinzendorfs Sendung. Ein Rückblick zur Orientierung über die kirchliche Lage der Gegenwart (= Bücher der Brüder Band 1). Furche-Verlag, Berlin 1922.
- Sören Kierkegaard im Kampfe mit der Romantik, der Theologie und der Kirche. Zur Selbstprüfung unserer Gegenwart anbefohlen. Furche-Verlag, Berlin 1928.